# Maserati Ghibli (2013)
De Maserati Ghibli is een sedan van Maserati. De auto werd onthuld op 20 april 2013 tijdens de Shanghai Auto Show. De Ghibli is de kleinere uitvoering van de Maserati Quattroporte en moet concurreren met onder meer de Audi A6, de BMW 5-serie en de Mercedes-Benz E-Klasse.
Met de komst van de Ghibli in 2013 keerde Masarati terug in het segment van de hogere middenklasse na een afwezigheid van bijna twintig jaar, sinds de laatste van de Biturbo Sedans in 1994 uit productie ging. Dit is het derde model van Maserati dat de naam Ghibli draagt en wordt daarom in de pers ook wel eens als de Ghibli III aangeduid.
Bij zijn introductie was de auto leverbaar met een benzine- of een dieselmotor. De Ghibli Diesel was de eerste wagen in de geschiedenis van het merk die met een dieselmotor te verkrijgen was. De 3,0L V6 dieselmotoren produceerden 275 pk en 250 pk, al was die laatste enkel voor de Italiaanse markt beschikbaar. De 3,0L twin-turbo V6 benzinemotoren leverden 330 pk in de Ghibli en 410 pk in de sportievere variant Ghibli S. Alle modellen zijn uitgerust met een 8-traps automatische transmissie die de achterwielen aandrijft. De Ghibli S was tot 2018 ook leverbaar met vierwielaandrijving als Ghibli S Q4.
Met de facelift in 2016 nam het vermogen van de Ghibli toe van 330 pk tot 350 pk. In 2018 werd de Ghibli S geschrapt en bleef enkel de Ghibli S Q4 met vierwielaandrijving en een toegenomen vermogen van 430 pk leverbaar.
In 2020 werd de Ghibli Trofeo toegevoegd aan het gamma, een topmodel met een 3,8L twin-turbo V8 motor van 580 pk.
Eind 2020 werd de Ghibli Diesel vervangen door de Ghibli Hybrid die een 2,0L turbobenzine motor combineert met een elektromodule op 48V. Deze elektromodule is een elektrische supercharger, waardoor de wagen eigenlijk een half hybride is die qua verbruik en CO2-uitstoot minder goed scoort dan zijn plug-inhybrideconcurrenten van BMW en Mercedes.

## Motoren
| Type          | Motor     | Motor     | Motor                | Vermogen      | Topsnelheid | Jaartal    |
| Type          | Inhoud    | Cilinders | Brandstofvoorziening | Vermogen      | Topsnelheid | Jaartal    |
| ------------- | --------- | --------- | -------------------- | ------------- | ----------- | ---------- |
| Ghibli        | 2.979 cm³ | V6        | directe injectie     | 243 kW/330 pk | 263 km/u    | 2013-2016  |
| Ghibli        | 2.979 cm³ | V6        | directe injectie     | 257 kW/350 pk | 267 km/u    | 2016-heden |
| Ghibli S      | 2.979 cm³ | V6        | directe injectie     | 301 kW/410 pk | 285 km/u    | 2013-2017  |
| Ghibli S      | 2.979 cm³ | V6        | directe injectie     | 316 kW/430 pk | 286 km/u    | 2017-2018  |
| Ghibli S Q4   | 2.979 cm³ | V6        | directe injectie     | 301 kW/410 pk | 284 km/u    | 2013-2017  |
| Ghibli S Q4   | 2.979 cm³ | V6        | directe injectie     | 316 kW/430 pk | 286 km/u    | 2017-heden |
| Ghibli Trofeo | 3.799 cm³ | V8        | directe injectie     | 427 kW/580 pk | 326 km/u    | 2020-heden |

| Type          | Motor     | Motor     | Motor                | Vermogen      | Topsnelheid | Jaartal   |
| Type          | Inhoud    | Cilinders | Brandstofvoorziening | Vermogen      | Topsnelheid | Jaartal   |
| ------------- | --------- | --------- | -------------------- | ------------- | ----------- | --------- |
| Ghibli Diesel | 2.987 cm³ | V6        | common-rail          | 184 kW/250 pk | 240 km/u    | 2013-2020 |
| Ghibli Diesel | 2.987 cm³ | V6        | common-rail          | 202 kW/275 pk | 250 km/u    | 2013-2020 |

1. ↑  Uitsluitend voor de Italiaanse markt
2. ↑  Uitsluitend voor de Europese markt

| Type          | Motor     | Motor     | Motor                | Vermogen      | Topsnelheid | Jaartal    |
| Type          | Inhoud    | Cilinders | Brandstofvoorziening | Vermogen      | Topsnelheid | Jaartal    |
| ------------- | --------- | --------- | -------------------- | ------------- | ----------- | ---------- |
| Ghibli Hybrid | 1.998 cm³ | R4        | directe injectie     | 243 kW/330 pk | 255 km/u    | 2020-heden |

## Bron
- Autoblog